# Trojècia de Rodés
Trojècia de Rodès (Poitiers, alta edat mitjana - Rodés) fou una dona cristiana, pelegrina en Aquitània, que visqué en una data desconeguda, probablement a l'Alta Edat Mitjana. És venerada com a santa per diverses confessions cristianes.

## Biografia
Trojècia havia nascut a Poitiers i es consagrà de molt jove a la vida religiosa, lliurant-se a la pregària i la penitència. Va fer vot de visitar les esglésies d'Aquitània i emprengué la peregrinació per fer-ho. Després de visitar centenars d'esglésies, arribà a Rodés (Avairon); afeblida i malalta, s'adreçà a l'església de Sant Esteve (avui Saint-Étienne du Mazel) i hi morí.

## Veneració
Fou sebollida al mateix lloc on havia mort, i aviat s'atribuïren miracles a la seva intercessió, per la qual cosa fou venerada com a santa. El temps va fer oblidar el lloc de l'enterrament i el seu culte s'anà perdent, fins que el 1698, el bisbe Philippe de Lusignan retrobà les restes de la santa. El crani fou col·locat en un reliquiari d'ivori i les restes foren portades a la catedral de la ciutat, on són avui dia.